# Timothé Mumenthaler
Timothé Mumenthaler (* 12. Dezember 2002 in Genf) ist ein Schweizer Leichtathlet, der in den Sprintdisziplinen an den Start geht. 2024 siegte er im 200-Meter-Lauf bei den Europameisterschaften in Rom.

## Sportliche Laufbahn
Timothé Mumenthaler wuchs in Onex im Kanton Genf auf; er ist der älteste von drei Söhnen eines Schweizers und einer Senegalesin. Sein ein Jahr jüngerer Bruder Colin Mumenthaler ist Fechter und wurde bei den Junioren-Weltmeisterschaften 2024 Dritter im Degen-Mannschaftswettbewerb. Der vier Jahre jüngere Bruder Emile Mumenthaler ist ebenfalls Sprinter.
Zunächst startete Mumenthaler für den Verein FSG Bernex-Confignon. 2017 bestritt er seine ersten Sprintwettkämpfe auf nationaler Ebene. Damals siegte er im 60-Meter-Lauf bei den Schweizer U16-Hallenmeisterschaften. 2018 gewann er im Frühling den 60-Meter-Lauf und den 200-Meter-Lauf bei den Schweizer U18-Hallenmeisterschaften. Im Sommer folgte über 100 und 200 Meter jeweils eine Silbermedaille bei den nationalen U18-Meisterschaften. Anfang Juli trat er bei den U18-Europameisterschaften in Ungarn an. Dort blieb er über 200 Meter erstmals unterhalb von 22 Sekunden und kam bis in den Halbfinal. Mit der Schweizer Staffel belegte er zudem den sechsten Platz. Im selben Jahr trat er auch bei den Olympischen Jugendspielen in Buenos Aires an. Nach zwei 200-Meter-Läufen landete er nach Summieren seiner Laufzeiten auf dem 17. Platz. 2019 gewann er erneut bei den Schweizer U18-Meisterschaften in der Halle. Im Sommer steigerte er seine 100-Meter-Bestzeit auf 10,61 s. Anschliessend verhinderte eine Verletzung schnellere Zeiten. 2020 wechselte Mumenthaler den Verein und tritt seitdem für Stade Genève an.
2021 trat Mumenthaler zum ersten Mal bei den Schweizer Hallenmeisterschaften der Erwachsenen an. Im 60-Meter-Lauf belegte er den vierten Platz. 2022 wurde er in 10,42 s Schweizer Vizemeister im 100-Meter-Lauf. 2023 steigerte er sich auf 10,30 s über 100 Meter und auf 20,50 s über 200 Meter. Anschliessend startete er im 200-Meter-Lauf bei den U23-Europameisterschaften in Espoo. Dort zog er in den Final ein, in dem er die Bronzemedaille gewinnen konnte. 2024 belegte Mumenthaler mit der Schweizer 4-mal-100-Meter-Staffel Anfang Mai den dritten Platz bei den World Athletics Relays auf den Bahamas. Später steigerte er sich über 200 Meter auf 20,35 s. Damit qualifizierte er sich für die Europameisterschaften in Rom. Dort erreichte er den Final, in dem er überraschend in 20,28 s den Europameistertitel gewinnen konnte. Anschließend trat er in Paris auch bei den Olympischen Sommerspielen an. Dort schied er als Fünfter seines Vorlaufes vorzeitig aus.

## Wichtige Wettbewerbe
| Jahr                | Veranstaltung             | Ort                 | Platz               | Disziplin           | Zeit                |
| Startet für Schweiz | Startet für Schweiz       | Startet für Schweiz | Startet für Schweiz | Startet für Schweiz | Startet für Schweiz |
| ------------------- | ------------------------- | ------------------- | ------------------- | ------------------- | ------------------- |
| 2018                | U18-Europameisterschaften | Győr                | 5. (2. Halbfinal)   | 200 m               | 21,89 s             |
| 2018                | U18-Europameisterschaften | Győr                | 6.                  | Sprintstaffel       | 1:55,98 min         |
| 2018                | Olympische Jugendspiele   | Buenos Aires        | 17.                 | 200 m               | 21,98 s/21,62 s     |
| 2023                | U23-Europameisterschaften | Espoo               | 3.                  | 200 m               | 20,85 s             |
| 2024                | Europameisterschaften     | Rom                 | 1.                  | 200 m               | 20,28 s             |
| 2024                | Olympische Sommerspiele   | Paris               | 30.                 | 200 m               | 20,63 s             |

## Persönliche Bestleistungen
Freiluft
- 100 m: 10,26 s, 17. August 2024, Langenthal
- 200 m: 20,28 s, 10. Juni 2024, Rom

Halle
- 60 m: 6,70 s, 17. Februar 2024, St. Gallen
- 200 m: 21,13 s, 18. Februar 2024, St. Gallen

## Persönliches
Mumenthaler ist Student der Ingenieurwissenschaften an der EPFL Lausanne.